# Sovjet-japanska gränskriget
Sovjet-japanska gränskriget var en serie av konflikter som ägde rum mellan 1932 och 1939, där de stridande var Sovjetunionen och Japan. Efter att japanerna ockuperat Korea och Manchukuo, visade japanerna intresse för ryska områden. Slagen mellan länderna skedde för det mesta på gränsen vid Manchuriet. Två viktiga slag i konflikten var slaget vid sjön Chasan och slaget om Chalchin-Gol. Konflikten slutade med en avgörande sovjetisk seger och ledde till att de stridande parterna den 13 april 1941 slöt den Sovjet-japanska pakten, vilken varade fram till den sovjetiska invasionen av Manchuriet den 8 augusti 1945.

### Fotnoter
1. ↑  Susan Townsend. ”Japan's Quest for Empire 1931 - 1945” (på engelska). BBC. http://www.bbc.co.uk/history/worldwars/wwtwo/japan_quest_empire_01.shtml. Läst 15 november 2015.
2. ↑  ”Timeline: Soviet Union” (på engelska). BBC. http://news.bbc.co.uk/2/hi/europe/1112551.stm. Läst 15 november 2015.